# (3168) Lomnický Štít
(3168) Lomnický Štít – planetoida z pasa głównego asteroid okrążająca Słońce w ciągu 5 lat i 69 dni w średniej odległości 3 au. Została odkryta 1 grudnia 1980 roku w Obserwatorium Kleť w pobliżu Czeskich Budziejowic przez Antonína Mrkosa. Nazwa planetoidy pochodzi od obserwatorium meteorologicznego i słonecznego na Łomnicy w Tatrach Wysokich, gdzie odkrywca pracował przez 20 lat. Przed nadaniem nazwy planetoida nosiła oznaczenie tymczasowe (3168) 1980 XM.